# Amegilla
Amegilla es un género numeroso de abejas de la tribu Anthophorini. Varias especies tienen bandas brillantes de color azul metálico y se las llama en inglés blue-banded bees, abejas de bandas azules. El género se encuentra en todo el mundo pero es poco común más allá de la latitud 45° norte.

## Ejemplares del género

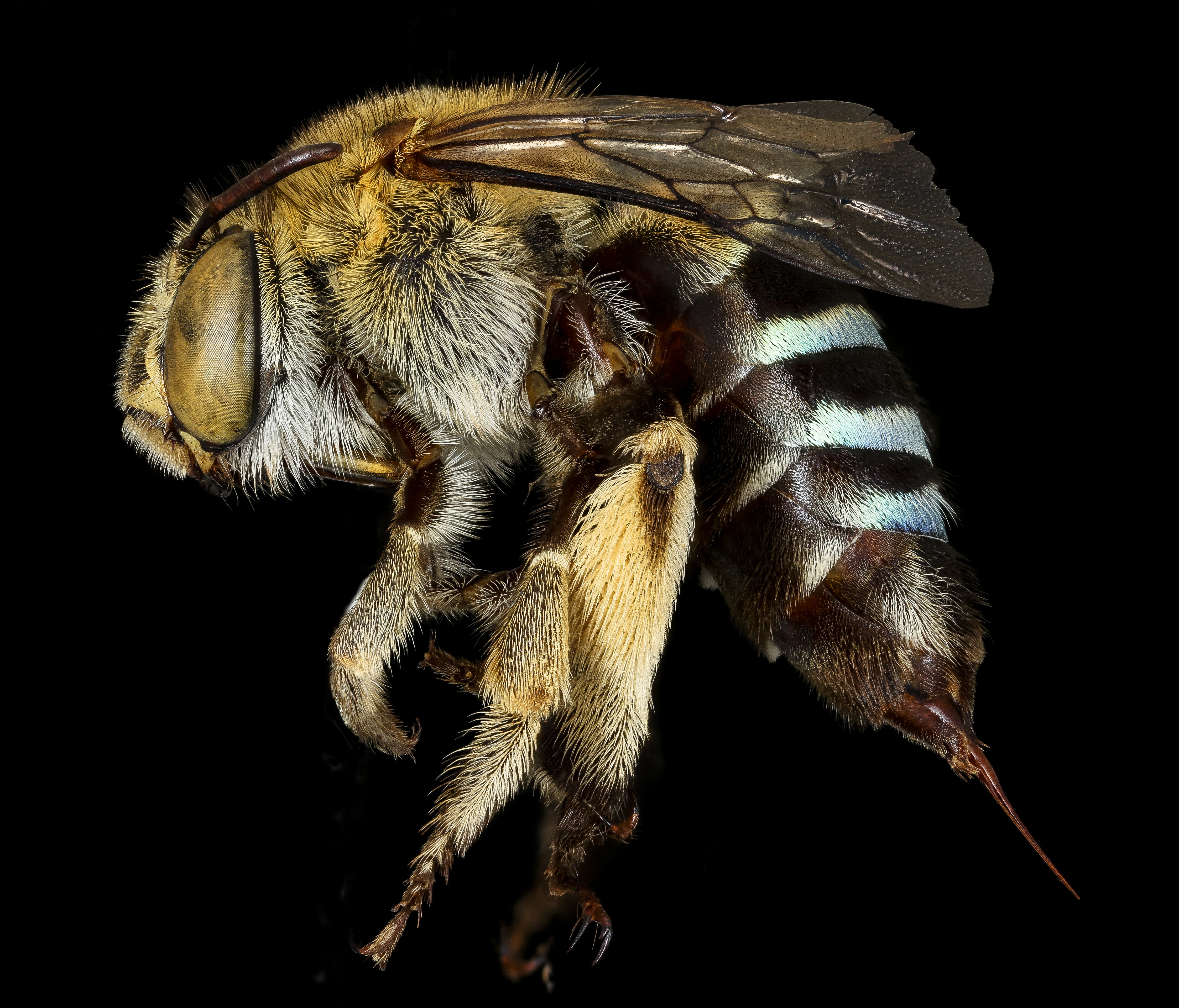
Amegilla stantoni
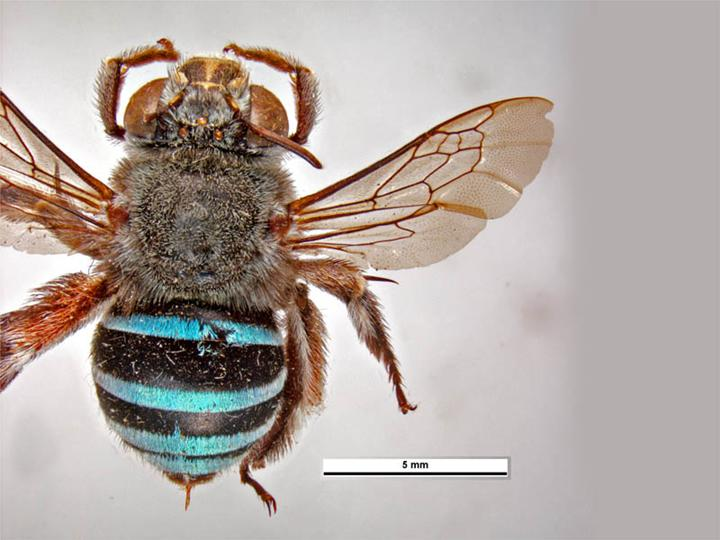
Amegilla walkeri
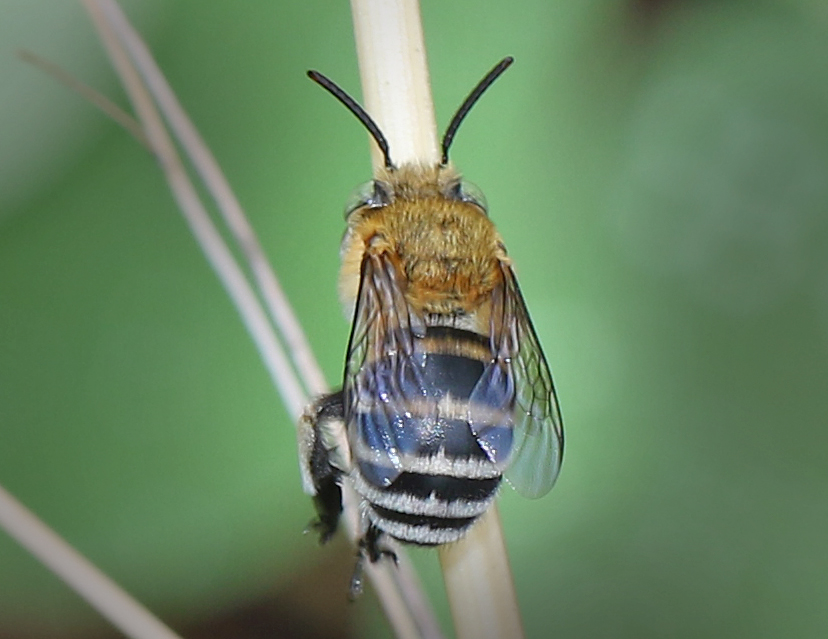
Amegilla zonata
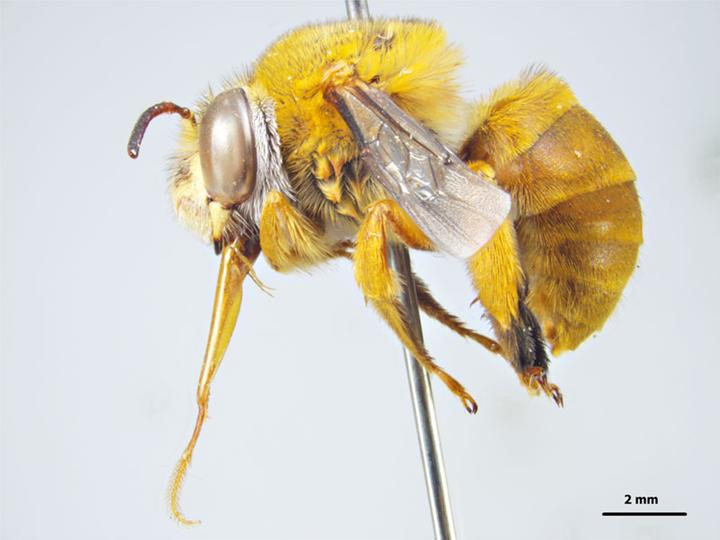
Amegilla rhodoscymna
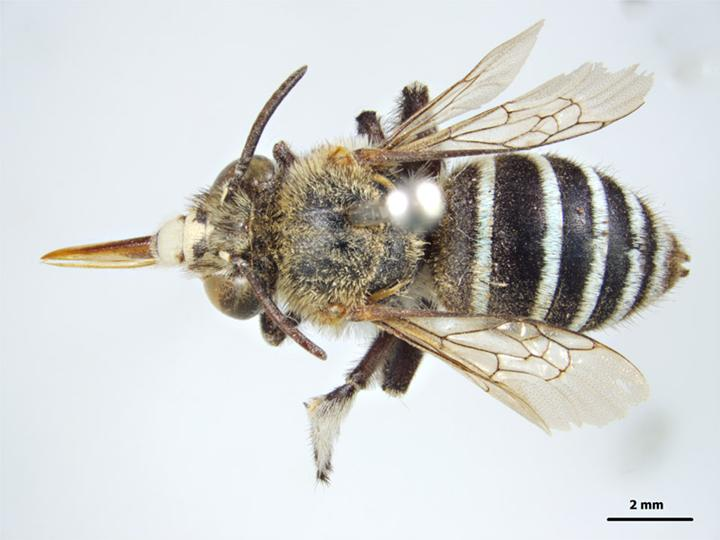
Amegilla pulchra
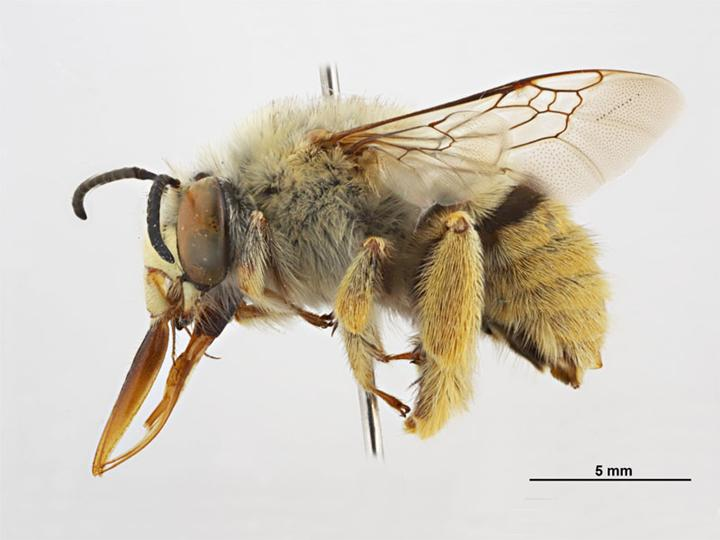
Amegilla dentiventris
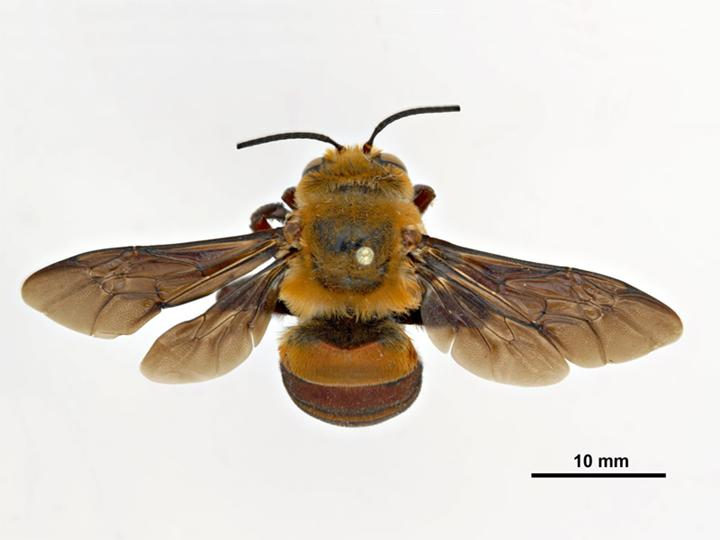
Amegilla dawsoni
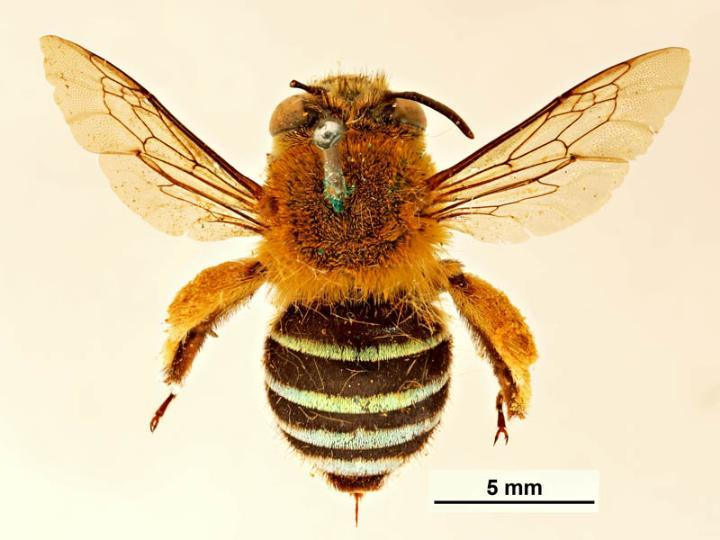
Amegilla cingulata
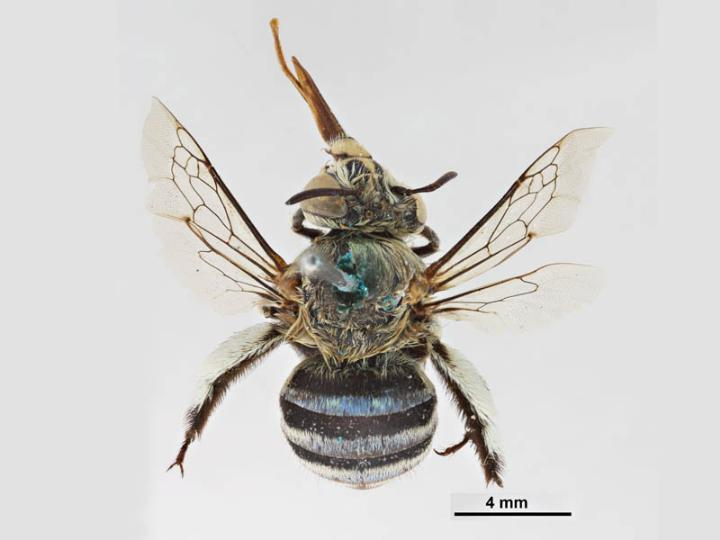
Amegilla chlorocyanea
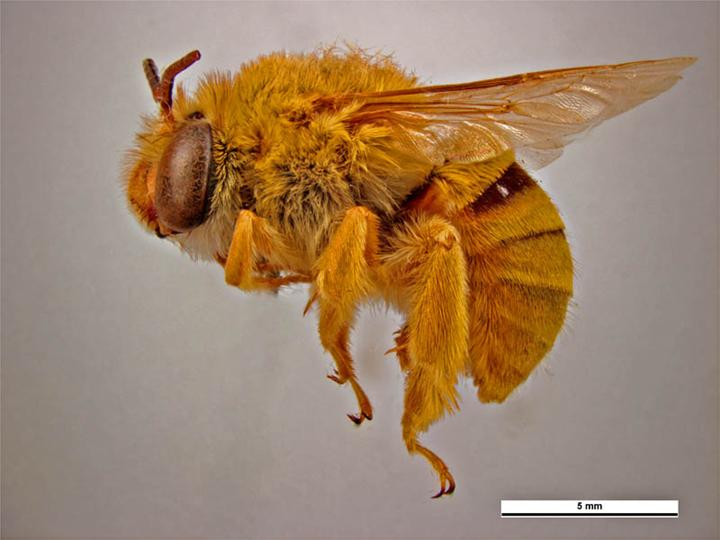
Amegilla bombiformis

## Especies
- Amegilla acraensis
- Amegilla adamsella
- Amegilla adelaidae
- Amegilla advenula
- Amegilla aerizusa
- Amegilla aeruginosa
- Amegilla africana
- Amegilla albiceps
- Amegilla albiclypeata
- Amegilla albigena
- Amegilla albigenella
- Amegilla albocaudata
- Amegilla alpha
- Amegilla amymone
- Amegilla andresi
- Amegilla andrewsi
- Amegilla anekawarna
- Amegilla annos
- Amegilla anomala
- Amegilla antimena
- Amegilla arcana
- Amegilla argophenax
- Amegilla aspergina
- Amegilla asserta
- Amegilla atribasis
- Amegilla atripes
- Amegilla atrocaerulea
- Amegilla atrocincta
- Amegilla aurantia
- Amegilla aurata
- Amegilla australis
- Amegilla batleyi
- Amegilla bechuanensis
- Amegilla bequaerti
- Amegilla berylae
- Amegilla binghami
- Amegilla bombiformis (Smith, 1854)
- Amegilla borneensis
- Amegilla bothai
- Amegilla bouwmani
- Amegilla brookiae
- Amegilla brooksi
- Amegilla bucharica
- Amegilla buruensis
- Amegilla byssina
- Amegilla caelestina
- Amegilla caerulea
- Amegilla calceifera
- Amegilla caldwelli
- Amegilla calens (Lepeletier, 1841)
- Amegilla calva
- Amegilla camelorum
- Amegilla cana
- Amegilla candens
- Amegilla candida
- Amegilla candidella
- Amegilla canifronoides
- Amegilla canifrons (Smith, 1854)
- Amegilla capensis
- Amegilla capeverdensis
- Amegilla centralis
- Amegilla chlorocyanea
- Amegilla cincta
- Amegilla cinctofemorata
- Amegilla cingulata (Fabricius, 1775)
- Amegilla cingulifera (Cockerell, 1910)
- Amegilla cinnyris
- Amegilla circulata
- Amegilla comberi (Cockerell, 1911)
- Amegilla comorensis
- Amegilla confusa (Smith, 1854)
- Amegilla crenata
- Amegilla crocea
- Amegilla custos
- Amegilla cyanipennis
- Amegilla cygni
- Amegilla cymatilis
- Amegilla cyrtandrae
- Amegilla dawsoni (Rayment, 1951)
- Amegilla deceptrix
- Amegilla deltoides
- Amegilla dentiventris
- Amegilla disrupta
- Amegilla dohertyi
- Amegilla dulcifera
- Amegilla elegans
- Amegilla elephas
- Amegilla elsei
- Amegilla epaphrodita
- Amegilla eritrina
- Amegilla expleta
- Amegilla fabriciana
- Amegilla fallax (Smith, 1879)
- Amegilla farinosa
- Amegilla fasciata
- Amegilla feronia
- Amegilla ferrisi
- Amegilla ferrocincta
- Amegilla fimbriata
- Amegilla flammeozonata
- Amegilla flava (Friese, 1911)
- Amegilla florea
- Amegilla frogatti
- Amegilla garrula
- Amegilla gigas
- Amegilla glauca
- Amegilla glycyrrhizae
- Amegilla godofredi
- Amegilla grandiceps
- Amegilla grayella
- Amegilla griseocincta
- Amegilla griseotecta
- Amegilla grisescens
- Amegilla gussakovskyi
- Amegilla hackeri
- Amegilla hainanensis
- Amegilla hanitschi
- Amegilla harttigi
- Amegilla hastula
- Amegilla himalajensis
- Amegilla holmesi
- Amegilla houstoni
- Amegilla hypocyanea
- Amegilla imitata
- Amegilla incana
- Amegilla incognita
- Amegilla insignata
- Amegilla insularis
- Amegilla jacobi
- Amegilla jamesi
- Amegilla kaimosica
- Amegilla kalahari
- Amegilla karakumensis
- Amegilla katangensis
- Amegilla kershawi
- Amegilla korotonensis
- Amegilla kuleni
- Amegilla langi
- Amegilla latizona
- Amegilla liberica
- Amegilla lieftincki
- Amegilla lomamica
- Amegilla longmani
- Amegilla longula
- Amegilla lutulenta
- Amegilla luzonica
- Amegilla maclachlani
- Amegilla macroleuca
- Amegilla maculicornis
- Amegilla madecassa
- Amegilla malaccensis
- Amegilla marqueti
- Amegilla mauritanica
- Amegilla medicorum
- Amegilla meltonensis
- Amegilla mesopyrrha
- Amegilla mewiella
- Amegilla michaelis
- Amegilla mimadvena
- Amegilla mimica
- Amegilla modestoides
- Amegilla mongolica
- Amegilla montivaga
- Amegilla mucorea (Klug, 1845)
- Amegilla murrayensis
- Amegilla murrayi
- Amegilla natalensis
- Amegilla nigricornis
- Amegilla nigritarsis
- Amegilla nigroclypeata
- Amegilla nigropilosa
- Amegilla nila
- Amegilla nitidiventris
- Amegilla nivea
- Amegilla niveata
- Amegilla niveocincta (Smith, 1854)
- Amegilla nonconforma
- Amegilla nubica
- Amegilla obscuriceps
- Amegilla ochroleuca
- Amegilla omissa
- Amegilla paeninsulae
- Amegilla pagdeni
- Amegilla paracalva
- Amegilla paradoxa
- Amegilla parapulchra
- Amegilla parhypate
- Amegilla pendleburyi
- Amegilla penicula
- Amegilla perasserta (Rayment, 1947)
- Amegilla perpulchra
- Amegilla potanini
- Amegilla preissi
- Amegilla proboscidea
- Amegilla pseudobomboides
- Amegilla pulchra
- Amegilla pulverea
- Amegilla punctata
- Amegilla punctifrons
- Amegilla puttalama (Strand, 1913)
- Amegilla pyramidalis
- Amegilla quadrata
- Amegilla quadrifasciata (Villers, 1789)
- Amegilla rapida
- Amegilla regalis
- Amegilla rhodoscymna
- Amegilla rickae
- Amegilla robinae
- Amegilla rubricata
- Amegilla rufa
- Amegilla rufescens
- Amegilla ruficornis
- Amegilla rufipes
- Amegilla salteri
- Amegilla salviae
- Amegilla samarensis
- Amegilla sapiens
- Amegilla savignyi
- Amegilla scoparia
- Amegilla scymna
- Amegilla semipulverosa
- Amegilla senegalensis
- Amegilla sesquicincta
- Amegilla shafferyella
- Amegilla sierra
- Amegilla simbana
- Amegilla sjoestedti
- Amegilla socia
- Amegilla sordida
- Amegilla sordidula
- Amegilla spilostoma
- Amegilla stantoni
- Amegilla subcoerulea (Lepeletier, 1841)
- Amegilla subinsularis (Strand) Cockerell, 1919
- Amegilla subrussata
- Amegilla subsalteri
- Amegilla subtorrida
- Amegilla sumatrana
- Amegilla sybilae
- Amegilla talaris
- Amegilla terminata
- Amegilla ternatensis
- Amegilla tetrataeniata
- Amegilla thorogoodi
- Amegilla torensis
- Amegilla triangulifera
- Amegilla tubifera
- Amegilla urens
- Amegilla vanderysti
- Amegilla vegeta
- Amegilla velocissima
- Amegilla velutina
- Amegilla vestitula
- Amegilla violacea (Lepeletier, 1841)
- Amegilla victoriensis
- Amegilla vigilans
- Amegilla violacea
- Amegilla vivida
- Amegilla walkeri
- Amegilla wallacei
- Amegilla whiteheadi
- Amegilla whiteleyella
- Amegilla xerophila
- Amegilla xylocopoides
- Amegilla youngi
- Amegilla yunnanensis
- Amegilla zonata (Linnaeus, 1758)